# 1943 w nauce

## Nauki przyrodnicze i ścisłe

### Matematyka
- sformułowanie hipotezy Churcha-Turinga przez Stephena Cole’a Kleene’ego

## Nagrody Nobla
- Fizyka – Otto Stern
- Chemia – George de Hevesy
- Medycyna – Henrik Dam, Edward Adelbert Doisy, Gerhard Domagk